# Дюваль, Даниэль
Даниэль Дюваль (фр. Daniel Duval; 28 ноября 1944, Витри-сюр-Сен, Валь-де-Марн — 10 октября 2013, Париж, Франция) — французский актёр, режиссёр, сценарист.

## Биография
Имел трудное детство. Будучи подростком обучался коммерции. Плотничал, заболел и попал в больницу, где нашёл своё истинное призвание. Лежал в одной палате с продюсером религиозной программы Le Jour du Seigneur, который поощрял его работать на телевидении.
Дебютировал в драме La Ville-Bidon (1973). В кино активно работал с 1974 года. Один из самых снимаемых актёров Франции.
Работал с известными кинорежиссёрами — Бертраном Тавернье, Михаэлем Ханеке, Франсуа Озоном, Аленом Корно, Оливье Маршалем и другими.
За свою карьеру сыграл в более 78 фильмах. В 1978—1983 годах был женат на Анне Карине.

## Награды
- Серебряный приз на Московском международном кинофестивале 1977 г. — за фильм «Тень замков» / L’ombre des chateaux (режиссёр, сценарист)

## Режиссёр
- 2006 — Время перьевых ручек
- 1981 — Слишком сильная любовь
- 1979 — Уловка
- 1976 — Тень замков

## Сценарист
- 2006 — Время перьевых ручек
- 1981 — Слишком сильная любовь
- 1979 — Уловка
- 1976 — Тень замков

## Избранная фильмография
- 2011 — Неприкасаемые — Кристо
- 2011 — Встречный ветер
- 2010 — Случайный роман
- 2009 — Как нарисовать идеальный круг — Пауль
- 2009 — Выходные! — Сегал
- 2009 — 13-й район: Ультиматум — Вальтер Гассман
- 2007 — Трое друзей
- 2007 — Сын бакалейщика
- 2007 — Расплата 2 — М. Эйзенберг
- 2007 — Второе дыхание — Вентура Риччи
- 2006 — Жан де Лафонтен — вызов судьбе
- 2006 — Время перьевых ручек
- 2005 — Шестерёнки (телесериал)
- 2005 — Время прощания — отец Ромена
- 2004 — Скрытое — Пьер
- 2004 — Набережная Орфевр, 36 — Эдди Вэланс
- 2003 — Расплата — Айзенберг
- 2003 — Время волков — Жорж
- 2002 — Весь Хеопс — Маню
- 1999 — Ветер в ночи — Серж
- 1998 — Не могу отказать
- 1996 — Пойдет ли снег на рождество?
- 1996 — Любовь плюс…
- 1993 — Нефертити — жрец Монкутура
- 1990 — Стэн-эксгибиционист
- 1989 — 2007 — Комиссар Наварро — эпизод
- 1985 — Среди волков
- 1984 — Следователь
- 1982 — Лицо со шрамом (короткометражный)
- 1981 — Преступники в ночи — Тони Веронезе
- 1979 — Уловка — Жерар
- 1978 — Последний романтический любовник
- 1975 — Пусть начнется праздник
- 1975 — Акт агрессии — байкер